# Underdog (film)
Underdog is een Amerikaanse live-action komische film, gebaseerd op de gelijknamige animatieserie. De film werd geregisseerd door Frederik Du Chau. Hoofdrollen worden vertoklt door Peter Dinklage, Patrick Warburton en Jason Lee.
Hoewel de film succesvol was in de bioscoop, met een opbrengst van meer dan 65 miljoen dollar, kreeg hij van critici zeer negatieve recensies.

## Verhaal
Een Beagle van de politie wordt per ongeluk ontvoerd en belandt als proefdier in het lab van de wetenschapper Simon Bart Sinister. Hij weet te ontsnappen, maar veroorzaakt in zijn vlucht een brand in het lab en wordt zelf blootgesteld aan verschillende substanties die Sinister had gemaakt. Na zijn ontsnapping wordt hij in huis genomen door een ex-politieagent en diens zoon Jack, die hem Shoeshine noemen. Al snel blijkt dat het ongeluk in het lab Shoeshine meerdere vaardigheden heeft gegeven, zoals het vermogen te spreken, vliegen en bovennatuurlijke spierkracht. Op aandringen van Jack wordt Shoeshine een superheld genaamd "Underdog."
Sinister, wiens gezicht verminkt is geraakt bij de brand in zijn lab, zweert wraak op Underdog. Hij weet wat van Shoeshine's DNA te bemachtigen en hiermee zijn eigen drie Duitse herders ook superkrachten te geven. Vervolgens neemt hij burgemeester in gijzeling en dreigt een bom af te laten gaan in het stadshuis. Shoeshine weet de herders echter tegen hun baas op te zetten en verslaat Sinister.

## Rolverdeling
- Jason Lee - Underdog / Shoeshine the Dog
- Peter Dinklage - Dr. Simon Bar Sinister
- Patrick Warburton - Cad Lackey
- Jim Belushi - Daniel "Dan" Unger
- Alex Neuberger - Thomas "Jack" Unger
- Taylor Momsen - Molly the news reporter
- John DiMaggio - Supershep / The Bulldog
- Phil Morris - Maim the Dog ("Supershep #1")
- Michael Massee - Kill the Dog ("Supershep #2")
- Cam Clarke - Attack the Dog ("Supershep #3") / The Little Brown Dog
- Amy Adams - Sweet Polly Purebred (Molly's dog)
- Brad Garrett - Riff Raff the Rottweiler
- Jess Harnell - The Astronaut
- John Slattery - The Mayor
- Samantha Bee - Principal Helen Patterson
- Jay Leno - zichzelf
- Stephen James Kidd - klant die een hotdog koopt / The Bomb Squad Captain
- Tony Moreira - Bomb Squad Officer Farrell (uncredited)

## Nederlandse Nasynchronisatie
- Frans van Deursen - Underdog
- Mitchell van den Dungen Bille -Jack Unger
- Stan Limburg - Dan Unger
- Marcel Jonker - Cad
- Céline Purcell - Polly
- Eline Blom - Molly
- Kees van Lier -Burgemeester
- Sander de Heer - Dokter Simon Sinister

## Achtergrond

### Merchandise
Op 31 juli 2007 startte Disney Store de verkoop van merchandise. Die dag zijn onder meer de soundtrack en boeken van de film gepubliceerd. Een videospel dat gepland stond is geannuleerd vanwege de negatieve reviews.

### Uitgave en ontvangst
Underdog werd op 3 augustus 2007 in 3013 bioscopen in de VS uitgebracht. In het openingsweekend werd een omzet van 11,5 miljoen dollar gehaald - een derde plek onder de nieuwe films die dat weekend werden uitgebracht.
Bij de release ontving de film zeer negatieve recensies. Op Rotten Tomatoes gaf 16% van de recensenten de film een goede beoordeling.
Underdog is op 16 juni 2008 uitgebracht op standaard DVD en high-definition blu-raydisk. Een blu-ray combo pack met de Blu-ray standaard-en 3D-versies, samen met de DVD en een digitale kopie, werd uitgebracht op 28 november 2010 als Target Exclusive.
De DVD en blu-raydisk releases bevatten de film in zowel het Widescreen 2.35:1 en Volledig Scherm aspect ratio's te selecteren via het optiemenu. Beide versies bevatten de eerste aflevering van Underdog op de bonus features sectie.